# Dolores Bolio Cantarell
Dolores Bolio Cantarell de Peón (Mérida, Yucatán, 22 de agosto de 1880 -  Ciudad de México, 1950) fue una poeta, escritora, periodista y feminista mexicana que usó los seudónimos Luis Avellaneda y Carmen Castillo. Su obra, Una hoja del pasado (1920), novela ambientada en el Segundo Imperio Mexicano y la época de la restauración de la república, es considerada la primera novela histórica de una escritora mexicana.

## Biografía
Hija de Rafael Bolio Rivas y María del Carmen Cantarell Castillo, provenía de una familia con recursos, viajó por Estados Unidos y Europa, vivió por un tiempo en la Ciudad de México, en Cuba y finalmente se exilió en Nueva York durante el transcurso de la Revolución Mexicana.
En los Estados Unidos, publicó su primer libro Aroma Tropical (1917), un compendio de cuentos firmado con el seudónimo de Luis Avellaneda, pero el prólogo lo firmó con su nombre. En ese texto dio muestra de su pensamiento feminista: «La musa toma la palabra y deja su carácter simbólico para transformarse en la escritora». Algunos de los relatos reflejan la situación de abuso y sujeción que vivían las mujeres de la época, la investigadora Carolina Villarroel de la Universidad de Houston, afirma que: «Bolio no solo presenta su época política tumultuosa, sino también toma el rol de denunciante, de deconstructora de un sistema hegemónico opresor que discrimina y desaparece a la mujer».
Su obra Una hoja del pasado (1920), que terminó de escribir en 1918, es una novela ambientada en el Segundo Imperio Mexicano y la época de la restauración de la república, que presenta los puntos de vista conservador y liberal de tales acontecimientos, desde la perspectiva de dos de sus personajes femeninos. Esta obra es considerada la primera novela histórica de una escritora mexicana.
Bolio formó parte del Ateneo Mexicano de Mujeres. Practicó además un periodismo feminista, aunque pertenecía al grupo que promovía un feminismo conservador, que si bien por un lado defendía que el papel de la mujer era el de dedicarse a su hogar, por otro proclamaba la idea de que  debería prepararse mejor por el bien de su familia. Participó en diferentes medios impresos, publicando principalmente cuentos, poesía, artículos, crítica de arte y crítica literaria.

## Obra
Entre sus escritos se encuentran:

### Cuento
- Aroma tropical (1917)

### Ensayo
- Rumores de arte y vida
- De mis memorias

### Novela
- Una hoja del pasado (1920)
- Un solo amor. Confidencias de poeta (1937)

### Poesía
- A tu oído (1917)
- De intimidad (1917)
- Yerbas de olor (1924)
- En silencio (1936)

### Géneros varios
- La cruz del maya (1922) —novela y relatos—
- Wilfredo el Velloso (1943) —novela y relatos—
- Mamá Grande cuenta que... (1944) —cuentos, poesías y memorias—
- Luciérnagas —reseñas de libros, críticas, cuentos y poemas—.